# Federación Española de Deportes de Montaña y Escalada
La Federación Española de Deportes de Montaña y Escalada (FEDME) è la federazione sportiva spagnola, riconosciuta dal Comitato Olimpico spagnolo (COE), che si occupa di promuovere e sviluppare in Spagna i seguenti sport:
- arrampicata
- sci alpinismo
- corsa in montagna
- skyrunning
- alpinismo
- escursionismo
- torrentismo
- racchette da neve

## Storia
È stata fondata con il nome di Federación Española de Alpinismo (federazione spagnola di alpinismo) nel 1922 in quanto all'inizio l'alpinismo era l'attività principale. In seguito viene rinominata prima Federación de Montañismo, per poi adottare il nome attuale.

## Organizzazioni a cui appartiene
- Comitato Olimpico spagnolo (COE)
- Union Internationale des Associations d'Alpinisme (UIAA)
- International Federation of Sport Climbing (IFSC)
- International Ski Mountaineering Federation (ISMF)
- International Skyrunning Federation (ISF)
- Europea Rambler's Association (ERA)